# Cicindela circumpicta
Cicindela circumpicta este o specie de insecte coleoptere descrisă de Laferté-sénectère în anul 1841. Cicindela circumpicta face parte din genul Cicindela, familia Carabidae.

## Subspecii
Această specie cuprinde următoarele subspecii:
- C. c. circumpicta
- C. c. johnsonii
- C. c. pembina